# Ulvö kyrka
Ulvö kyrka är en av två kyrkobyggnader i Ulvöhamn på Norra Ulvön (den andra är Ulvö kapell). Den är församlingskyrka i Nätra församling i Härnösands stift.

## Kyrkobyggnaden
Ulvöns nya kyrka började byggas 1892 efter ritningar av P G Hultman och invigdes 1894. Kyrkan är byggd i trä, har torn och rymmer 200 personer. 1921 genomgick kyrkan en yttre renovering och 1924 genomfördes en omfattande restaurering av kyrkans interiör. 1929 bytte man ut den gamla kyrkklockan mot en ny.

## Inventarier
- Altare och predikstol är snidade av Ulvöbon J A Söderberg.
- En piporgel installerades 1952 i kyrkan. Den är en så kallad Hausorgel tillverkad av Werner Bosch Orgelbau, Tyskland.
- I kyrkan finns numera en kororgel. Den är en piporgel tillverkad på 1880-talet av Nils Oskar Alm i Boden.

## Tryckt källa
- Våra kyrkor, sid. 609, Klarkullens förlag, Västervik, 1990, ISBN 91-971561-0-8
- Wikimedia Commons har media som rör Ulvö kyrka.